# بوب هولي (لاعب كرة قدم أمريكية)
بوب هولي (بالإنجليزية: Bob Holly)‏ هو لاعب كرة قدم أمريكية أمريكي، ولد في 1 يونيو 1960 في كليفتون (نيوجيرسي) في الولايات المتحدة.

## وصلات خارجية
- بوب هولي على موقع مرجع كرة القدم المحترفة.كوم (الإنجليزية)